# 布鲁斯堡
布鲁斯堡（法語：Brousse-le-Château，法語發音：[bʁus lə ʃato]）是法国阿韦龙省的一个市镇，属于米约区。

## 地理
布鲁斯堡（43°59'50"N, 2°37'30"E）面积15.54 平方千米，位于法国奧克西塔尼大區阿韦龙省，该省份为法国南部内陆省份，位于法國中央高原南部，北起顺时针与康塔爾省、洛泽尔省、加尔省、埃罗省、塔恩省、塔恩-加龙省和洛特省接壤。
与布鲁斯堡接壤的市镇（或旧市镇、城区）包括：布罗基耶斯、科纳克、莱斯特拉德和图埃勒、蒙克拉尔、圣伊宰尔。

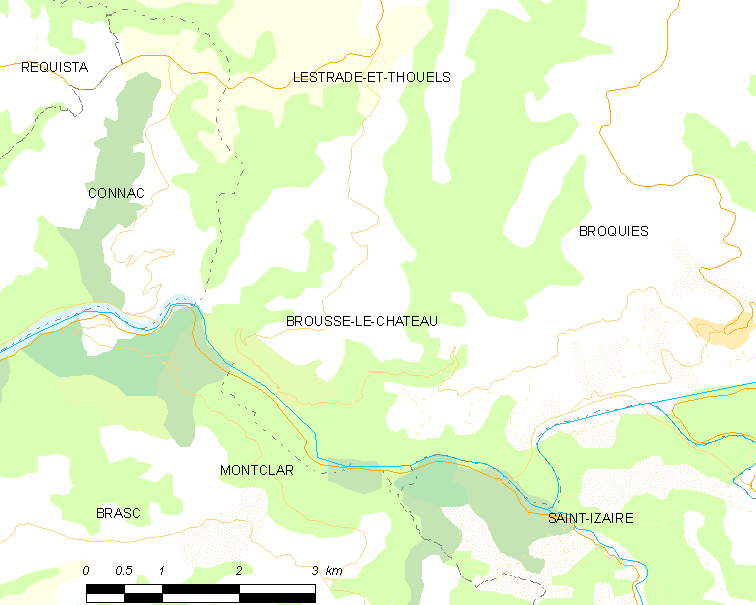
布鲁斯堡的OSM定位图

布鲁斯堡的时区为UTC+01:00、UTC+02:00（夏令时）。

## 行政
布鲁斯堡的邮政编码为12480，INSEE市镇编码为12038。

## 政治
布鲁斯堡所属的省级选区为拉斯普-莱韦祖县。

## 人口

1962-2008年间布鲁斯堡人口变化图示

布鲁斯堡于2022年1月1日时的人口数量为165人。